# Курт Шпренгель
Курт Полікарп Йоахім Шпренгель (нім. Kurt Polycarp Joachim Sprengel; 1766-1833) — німецький лікар та ботанік.

## Біографія
Курт Шпренгель народився 1766 року у місті Больдеков у Померанії. Батько був священником, досить освіченою людиною та дав синові добру освіту. Курт знав латинську, грецьку та арабську мови. Любов до ботаніки перейняв у свого дядька Христіана Конрада Шпренгеля, який першим довів, що квіти запилюються від комах.
У віці 14 років Курт Шпренгель опублікував свою першу ботанічну працю, яка називалася «Посібник з ботаніки для жінок» (Anleitung zur Botanik für Frauenzimmer, 1780). У 1789 році почав вивчати теологію та медицину в Університеті Галле. 1795 року там же призначений на посаду професора медицини. У 1809 році став член-кореспондентом Нідерландської королівської академії наук, у 1810 році був обраний іноземним членом Шведської королівської академії наук.
Велику частину свого часу він присвятив медичній роботі та дослідженню історії медицини. Під мікроскопом вивчав будову тканин вищих рослин. Зробив великий внесок в удосконалення класифікації рослин. Низка праць Шпренгеля був присвячений систематиці родини зонтичних. Крім того його дослідження стосувалися деяких інших покритонасінних, а також окремих таксонів папоротей і мохів.